# Platyops sterreri
Platyops sterreri là một loài động vật giáp xác thuộc họ Mysidae, đặc hữu của Bermuda, loài duy nhất thuộc chi Platyops .